# Joana Gomila i Sansó
Joana Gomila i Sansó (1982, Manacor) és una cantant, compositora i intèrpret mallorquina. És considerada impulsora del nou folk balear. Conjuga la tradició balear de tonades de segar i d’espigolar amb lletres actuals.

## Trajectòria artística
El 2014 es gradua en cant jazz al Conservatori Superior del Liceu i al Souza Lima de Brasil, on ha après de mestres com David Mengual, Celeste Alías, André Marques, Albert Bover, Sergi Vergés o Ramon Prats, entre d'altres. Ha viscut a São Paulo (gràcies a una beca AIE). És també llicenciada en Història de l'art. Ha treballat amb la coreògrafa Mariantònia Oliver i ha creat l'espai sonor de l'espectacle Las Muchísimas (2018). Amb Arnau Obiols comparteixen el duo d’improvisació Ca! També ha cantat amb la Rufaca Folk Jazz Orchestra, la bigband de Sergi Vergés, amb arranjaments i direcció de Vergés. (Beatus Ille, 2017, SeedMusic). Col·labora com a contrabaixista amb la cantautora Lu Rois (Clarobscur, 2017) i forma part de la companyia Hotel iocandi, amb qui han creat l'espectacle de circ i música Esquerdes. El 2015 van rebre el premi Zirkòlica a millor espectacle de circ de Catalunya.
A partir del 2016, amb el disc Folk souvenir i juntament amb Laia Vallés, es dona a conèixer com una veu referent en el món de la música d'arrel als Països Catalans, combinant tradició i modernitat

## Discografia
- Així deçà, amb Laia Vallès (Suralita Recol·leccions, 2021)
- Paradís, amb Laia Vallès (Bubota Discos, 2020)
- Folk souvenir (Bubota Discos, 2016)
- Malapesta, amb Projecte d'Efak (2008)[8]

## Projectes
- Suralita (2022)[9]
- Ca!, amb Arnau Obiols (2019)[10]
- Sa mateixa, amb Lali Ayguadé (2019)[11]
- Cia. Hotel Iocandi, col·laboració[12]